# Dziennik krajowy
Dziennik krajowy – program informacyjny, prezentujący w formie skróconej informacje krajowe z danego województwa. Lektorami tych materiałów byli dziennikarze je przygotowujący - dziennikarze ośrodków regionalnych TVP. Program nadawano w TVP2 od 5 maja 1997 do 22 czerwca 2001 roku około 7.30 (czasami na rozpoczęcie programu) oraz o 13.20 (po Panoramie, w późniejszych latach były to emisje powtórkowe z godz. 7.30). Program był przygotowywany przez Agencję Widowisk pod redakcją m.in. Włodzimierza Jakubowskiego i Stanisława Trzaski, trwał 20 minut. W czołówce i tyłówce programu pojawiały się różne animacje we wszystkich kolorach tęczy, a w centralnej części ekranu znajdowało się zdjęcie oka ludzkiego, które zmieniało kolory na żółty, zielony, niebieski i brązowy.